# Veritas Software

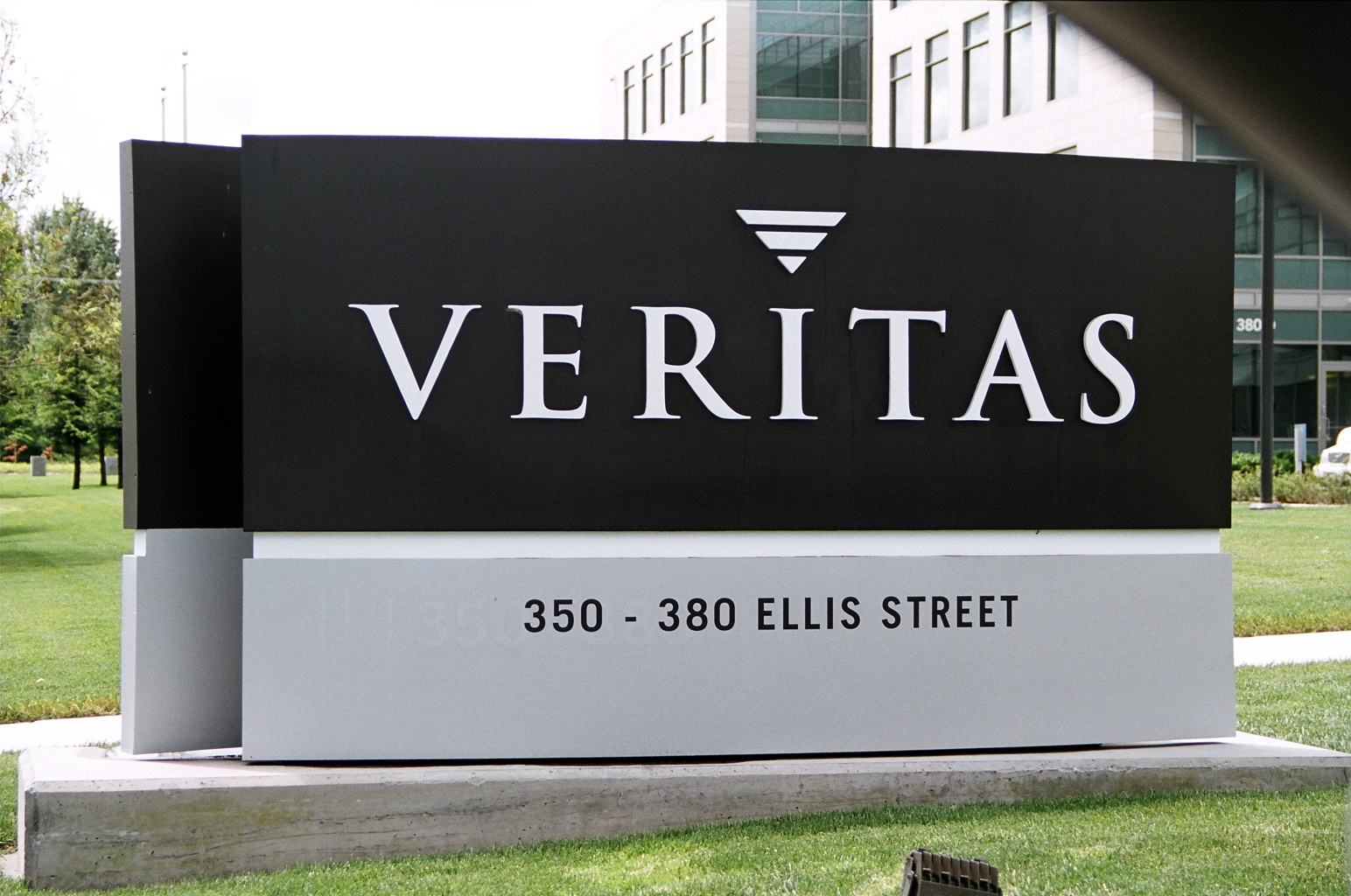
Veritas – siedziba główna

Veritas Software – międzynarodowa firma produkująca oprogramowanie (ang. software company). Firma została założona w 1989 jako Tolerant Systems z siedzibą w Mountain View, Kalifornia. Specjalizowała się w oprogramowaniu do zarządzania przestrzenią dyskową (w tym dwa sztandarowe produkty firmy: VxFS i VxVM).
Spółka publiczna, notowana na giełdzie NYSE (przed fuzją skrót VRTS, potem – jako Symantec – SYMC).
W grudniu 2004 Veritas i Symantec ogłosiły swoje plany dotyczące połączenia. Fuzję sfinalizowano 2 lipca 2005 roku.